# Epyx
Epyx, Inc. fue una empresa de desarrollo y publicación de videojuegos, fundada en 1978, declarándose en quiebra en 1989, y desapareciendo finalmente en 1993.

## Historia
Su fundación data de 1978 con el nombre de Automated Simulations, con Jim Connelley y Jon Freeman como fundadores. Su primer trabajo, Starfleet Orion (videojuego de estrategia y ciencia ficción para dos jugadores), se encontraba programado en BASIC en un Commodore PET, El juego fue portado fácilmente a otras plataformas, empezando por el TRS-80 y, a continuación, el Apple II, este último con gráficos rudimentarios.
Su segundo trabajo se tituló Invasion Orion, un videojuego similar pero que incorporaba la posibilidad de tener un rival controlado por el computador, para que no se requirieran dos jugadores humanos.
Su primer éxito llegaría en 1979 con Temple of Apshai, calificado como el mejor juego de ordenador por prácticamente todas las revistas de la época, pronto se portó a otros sistemas, como el Atari 400/800 y el Commodore 64. La compañía siguió lanzando videojuegos basados en el mismo motor de juego, todos con una buena aceptación, lo que permitió explorar el género de acción con títulos como Star Warrior o Crush. Estos juegos de acción fueron lanzados ya bajo la submarca Epyx, dejando de lado el nombre de Automated Simulations.
Bajo esta nueva marca se editaron títulos de gran éxito como Jumpman, lo que no impidió que la compañía se centrase en los videojuegos de acción, que tanto se estaban popularizando por aquella época. De ese cambio de rumbo llegaría otro gran éxito, Impossible Mission, un videojuego de espías que mezclaba varios géneros y que tenía un autogenerador de niveles que fue toda una innovación. Otro género de juegos que Epyx explotó fue el de los simuladores deportivos, teniendo éxitos como Summer Games, World Games o el popular California Games.
Epyx continuaría realizando títulos con acuerdos con otras compañías, haciéndose con los derechos de Hot Wheels, Barbie o GiJoe, y consiguiendo la distribución de sus productos en Europa con su acuerdo con la empresa US Gold. 
Epyx también se interesaría en el desarrollo de hardware creando una línea de joysticks y diseñando Handy, una videoconsola portátil que, debido a sus altos costes de producción, no llegó a ver la luz, cediendo los derechos a Atari, la cual crearía la Atari Lynx basándose en esos diseños.
Los problemas para Epyx comenzaron en 1987 cuando tuvo un enfrentamiento legal con Data East. Ese año Epyx publicó Karate Championship y Data East le acusó de plagio por las múltiples referencias que había con su videojuego Karate Champ. 
En 1989 se declaró en bancarrota, debido a los costes de los enfrentamientos legales, cerrando definitivamente en 1993, vendiendo la compañía a Bridgestone Media Group. 
En 2006 los derechos sobre algunos videojuegos de Epyx fueron adquiridos por System 3, con el objetivo de ir desarrollando diferentes remakes.

## Lista de juegos editados
- Barbie (para Commodore 64) (1984)
- Robot of Dawn (para Commodore 64) (1984) 4x4 Off-Road Racing (1988)
- Axe of Rage (aka Barbarian II: Dungeons of Drax) (1988)
- Battle Bugs (1994)
- Blue Lightning (1989)
- Breakdance (1984)
- Boulder Dash Construction Kit (1986)
- California Games (1987)
- California Games 2 (1990)
- Championship Wrestling (1986)
- Chip's Challenge (1989)
- Chipwits (1984)
- Crush, Crumble and Chomp! (1981)
- Death Sword (aka Barbarian: The Ultimate Warrior) (1987)
- Destroyer (1986)
- Dragonriders of Pern (1983)
- Dunjonquest: Morloc's Tower (1979)
- Dunjonquest: The Datestones of Ryn (1979)
- ElectroCop (1989)
- Fax (1983)
- Final Assault (1987)
- G.I. Joe: A Real American Hero (1985)
- The Games: Summer Edition (1988)
- The Games: Winter Edition (1988)
- Gates of Zendocon (1989)
- Gateway to Apshai (1983)
- Impossible Mission (1983)
- Impossible Mission II (1988)
- Invasion Orion (1979)
- Jabbertalky (1982)
- Jumpman (1983)
- Jumpman Junior (1983)
- L.A. Crackdown (1988)
- Legend of Blacksilver (1988)
- Mind-Roll (1988)
- Morloc's Tower (1979)
- The Movie Monster Game (1986)
- Oil Barons (1983)
- Omnicron Conspiracy (1989)
- Pitstop (1983)
- Pitstop II (1984)
- PlatterMania (1982)
- Project Neptune (1989)
- Purple Saturn Day (1989)
- Puzzle Panic (1984)
- Rad Warrior (1986)
- Rescue at Rigel (1980)
- Revenge of Defender (1988)
- Rogue: The Adventure Game (1983)
- Showstrike (1991)
- Silicon Warrior (1984)
- Space Station Oblivion (1987)
- Spiderbot (1988)
- Starfleet Orion (1978)
- Star Warrior (1981)
- Street Sports Basketball (1987)
- Street Sports Soccer (1988)
- Sub Battle Simulator (1987)
- Summer Games (1984)
- Summer Games II (1985)
- Super Cycle (1986)
- Sword of Fargoal (1982)
- Dunjonquest family:
  - Temple of Apshai (1979)
  - Hellfire Warrior (1981)
  - Upper Reaches of Apshai (1982)
  - Temple of Apshai: Curse of Ra (1982)
  - Gateway to Apshai (1983)
  - Morloc's Tower
  - Sword of Fargoal
  - The Datestones of Ryn
  - Temple of Apshai Trilogy (1985)
- Winter Games (1985)
- World Games (1986)
- World Karate Championship (1986)
- Zarlor Mercenary (1990)